# Reeva Steenkamp
Reeva Rebecca Steenkamp (* 19. August 1983 in Kapstadt; † 14. Februar 2013 in Pretoria) war ein südafrikanisches Model und Moderatorin. Steenkamp war mit dem Sprinter Oscar Pistorius liiert, der sie am Valentinstag 2013 erschoss.

## Leben

### Herkunft und Ausbildung
Steenkamp wuchs in einem Vorort von Kapstadt auf und zog im Kindesalter mit ihren Eltern nach Port Elizabeth. Dort besuchte sie die St Dominic’s Priory School. Nach ihrem Highschool-Abschluss ging sie an die University of Port Elizabeth und begann ein Studium der Rechtswissenschaften, das sie im Jahr 2005 mit dem Bachelor of Laws abschloss. Danach arbeitete sie als Rechtsanwaltsfachangestellte.

### Modelkarriere
Im Alter von 14 Jahren begann Steenkamp mit dem Modeln. Bei Wettbewerben im Jahr 2004 und 2005 erreichte sie jeweils das Finale. 2006 bekam sie ihr erstes professionelles Engagement als Bikinimodel beim britischen Männermagazin FHM. In der südafrikanischen Ausgabe des Magazins erreichte sie bei der Leserwahl zu den FHM 100 Sexiest Women 2012 den 45. Platz.
Ferner modelte Steenkamp unter anderem für Avon Cosmetics, Toyota, den südafrikanischen Nahrungsmittelkonzern Clover und das Modelabel Zui. Ab 2011 war sie als Moderatorin bei dem südafrikanischen Internetsender FashionTV tätig und wirkte in der fünften Staffel der südafrikanischen Reality-TV-Serie Tropika Island of Treasure mit.
Am 5. November 2012 zeigte sich Steenkamp im Rahmen der South African Sports Awards in Johannesburg zum ersten Mal mit dem südafrikanischen Sprinter Oscar Pistorius in der Öffentlichkeit.

### Tod und Nachwirkung
Am 14. Februar 2013 wurde Steenkamp gegen 4 Uhr Ortszeit im Haus von Pistorius in Silver Lakes, einem Vorort von Pretoria, erschossen aufgefunden. Die Polizei nahm dabei Pistorius wegen des dringenden Tatverdachts fest. Die Trauerfeier für Steenkamp fand am 19. Februar 2013 in einem Krematorium in Port Elizabeth statt. Ihre Asche wurde später von ihrer Familie an der Küste verstreut.
Oscar Pistorius wurde im September 2014 der fahrlässigen Tötung Steenkamps für schuldig befunden. Richterin Thokozile Masipa verurteilte ihn erstinstanzlich zu fünf Jahren Haft; die Staatsanwaltschaft erwirkte jedoch ein Berufungsverfahren, um eine Verurteilung wegen Mordes zu erreichen. Am 3. Dezember 2015 hob das Berufungsgericht das Urteil auf und verurteilte Pistorius wegen Mordes nach südafrikanischem Recht. Das Strafmaß wurde am 6. Juli 2016 auf sechs Jahre Haft festgelegt. Das oberste Berufungsgericht Südafrikas erhöhte das Strafmaß im November 2017 auf 13 Jahre und fünf Monate. Die Justizvollzugsbehörde kündigte am 24. November 2023 an, Pistorius am 5. Januar 2024 nach Verbüßung etwa der Hälfte seiner Strafe auf Bewährung vorzeitig aus der Haft entlassen zu wollen.

## Rezeption
In der Verfilmung des Kriminalfalls unter dem Titel Edge of the Blade (alternativer Titel: Oscar Pistorius: Blade Runner Killer) wird Steenkamp vom deutschen Modell Toni Garrn dargestellt.